# Socha Žirafa
Socha Žirafa, polsky Żyrafa, Rzeźba Żyrafy nebo Rzeźba Żyrafy w Parku Śląskim, je výrazná vysoká plastika v Parku Śląskim (Slezském parku) ve městě Chorzów (Chořov) ve Slezském vojvodství v jižním Polsku. Autory díla jsou Leszek Dutka (1921–2014) a Leopold Pędziałek (1925–1994). Stavební realizaci provedl Jerzy Tombiński. Je to abstrakní znázornění žirafy. Plastika je celoročně volně přístupná.

## Popis a historie díla
Abstraktní šedá železobetonová plastika Žirafa s výškou více než 16 m je nejvýraznějším a nejznámějším exteriérovým uměleckým dílem v Parku Śląskim a celém Chorzowě. Žirafa má jen tři nohy na kterých stojí. Plastika je poblíže vodní fontány Przy Żyrafie na malém náměstí v ulici Aleja Żyrafy, která vede ke Slezské zoologické zahradě (Śląski Ogród Zoologiczny). Dlouhý krk žirafy je úmyslně zakloněn, tj. odkloněn od vertikální osy konstrukce. Hlava má zaoblený tvar s velkým otvorem připomínajícím oko. Dílo vzniklo v roce 1959 v podniku Gliwickie Zakłady Urządzeń Technicznych a má za účel zvát návštěvníka do místního parku a zoologické zahrady, ve které jsou také výběhy žiraf. V roce 1998 byla část žirafy natřena do podoby žirafí kůže a v roce 2011 došlo k revitalizaci díla, kdy soše byl navrácen její původní šedý vzhled. V zimě roku 2011 byl krk žirafy zabalen do šálu dlouhého 135 m. Každoročně 2. dubna je plastika osvícena modře u příležitosti Světového dne zvýšení povědomí o autismu. Socha je památkově chráněná.

## Další informace
Místo je dostupné městskou tramvajovou dopravou.

## Galerie

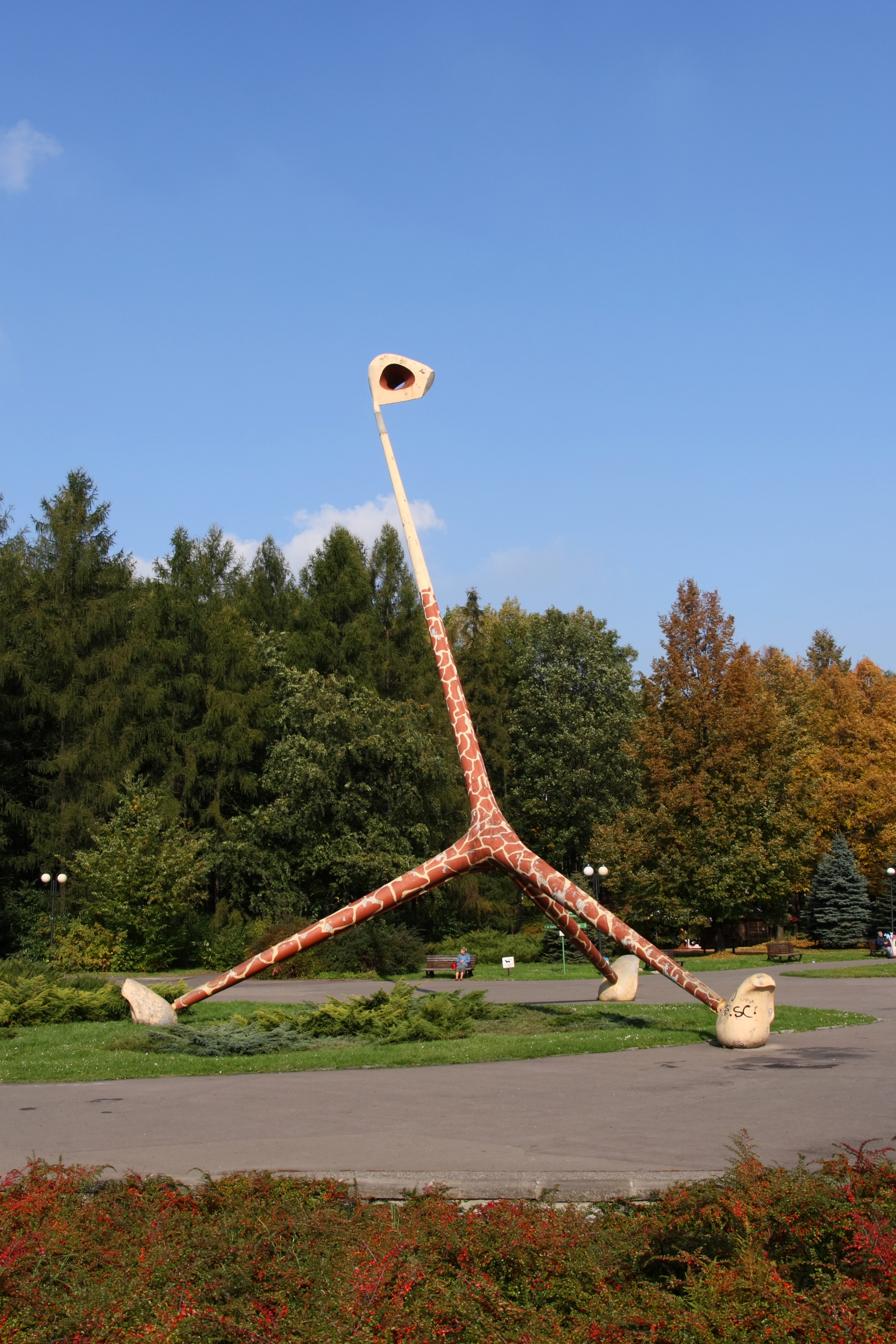
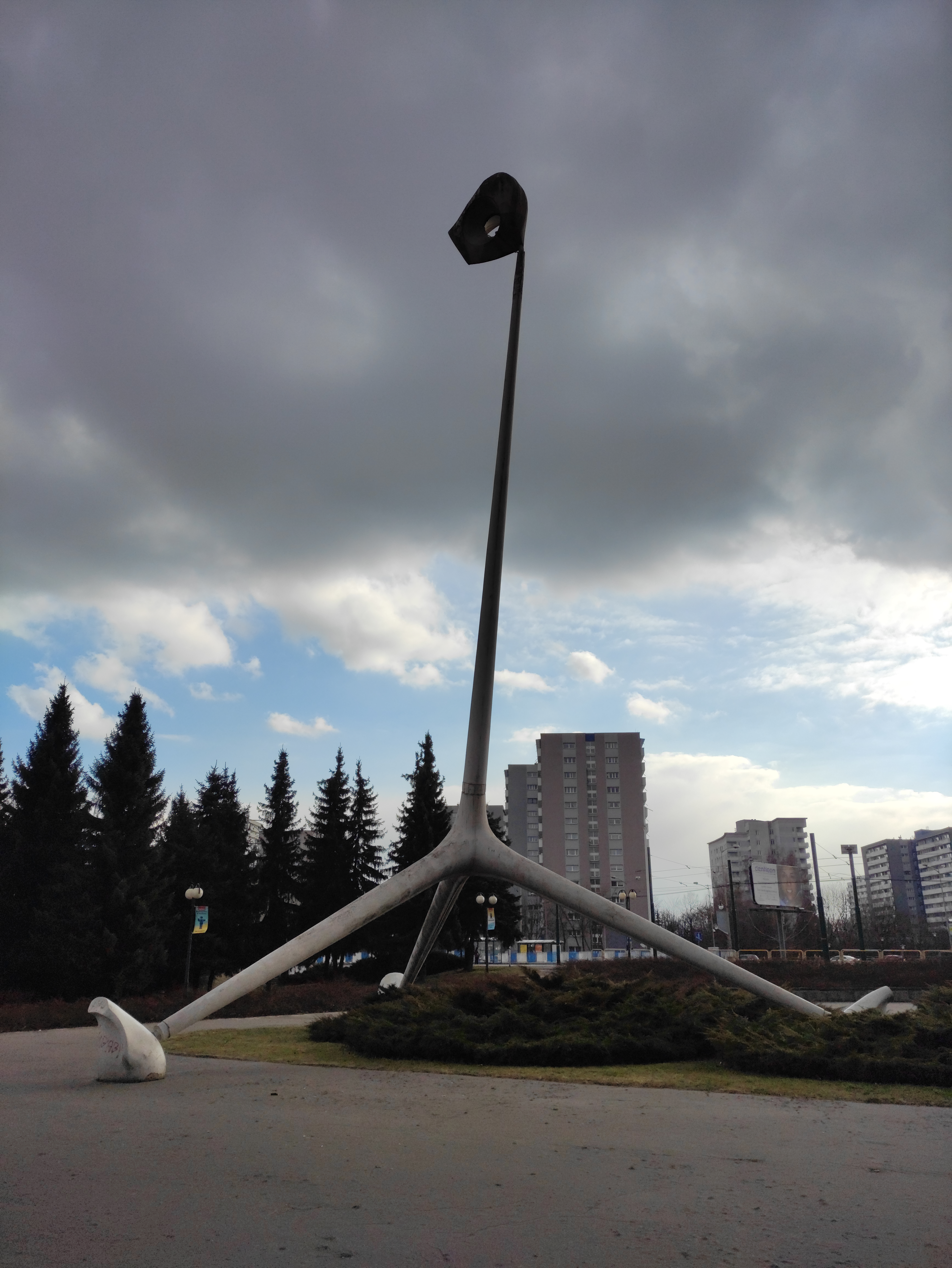
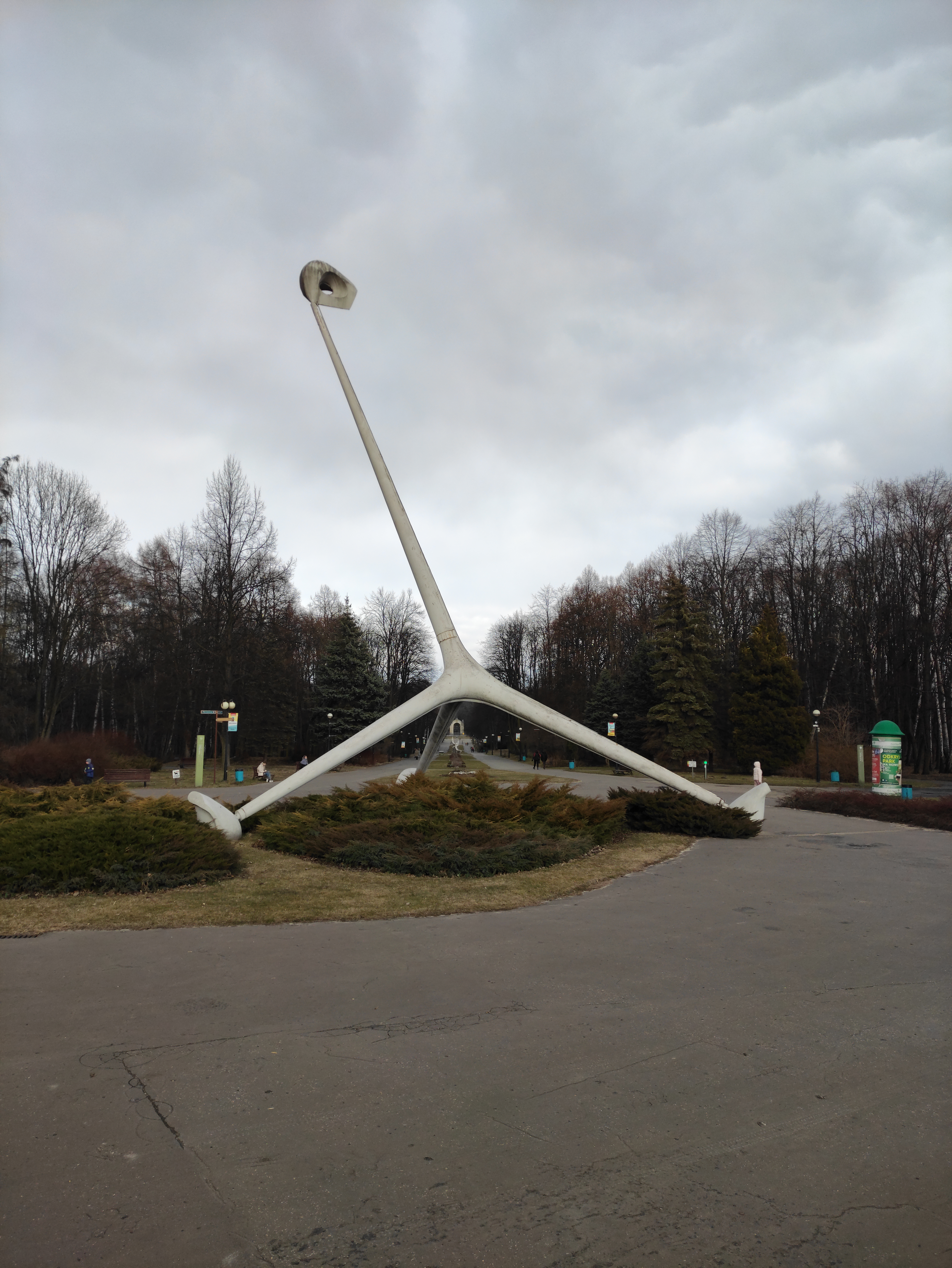
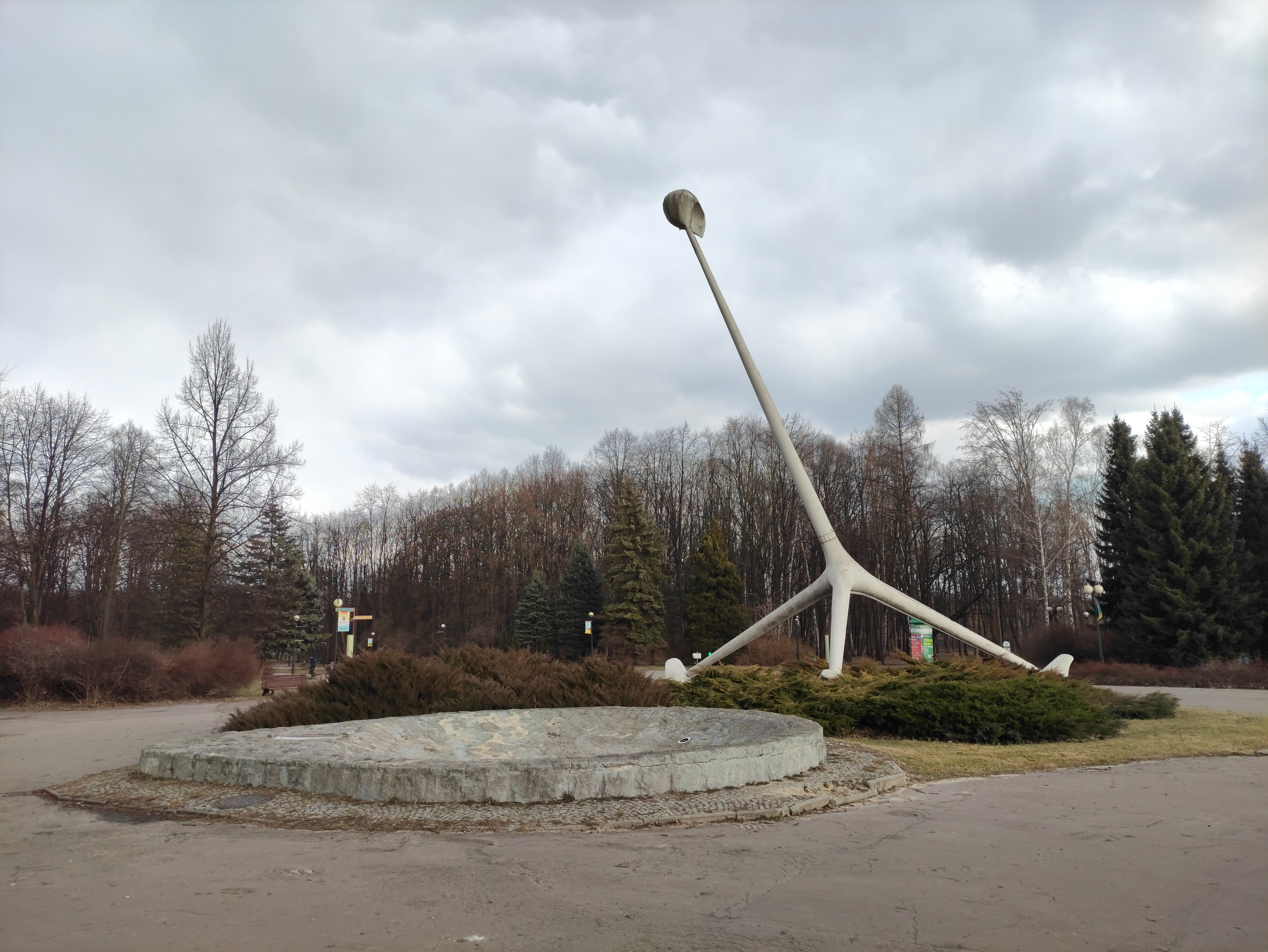
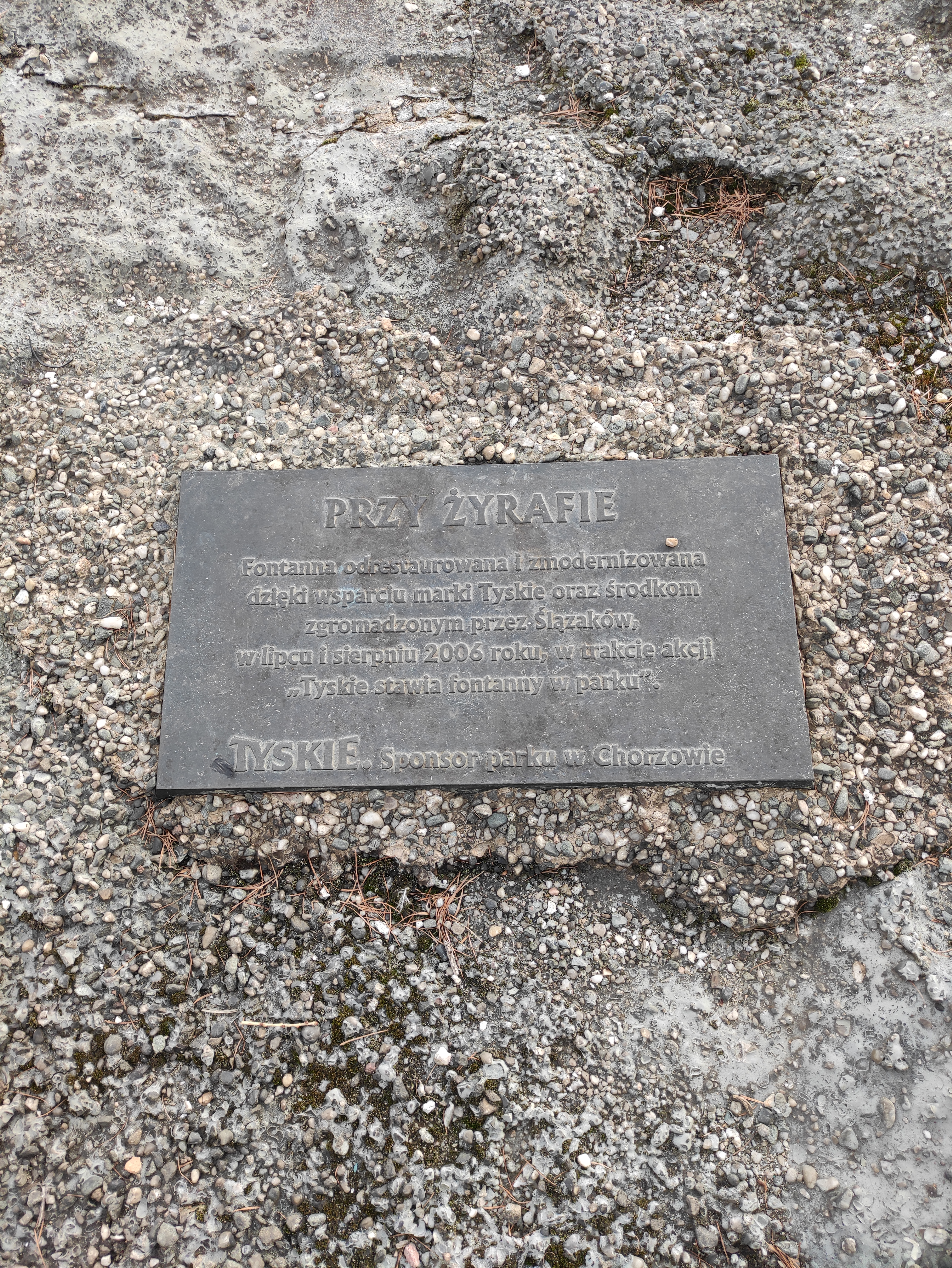